# Scina curvidactyla
Scina curvidactyla är en kräftdjursart som beskrevs av Édouard Chevreux 1914. Scina curvidactyla ingår i släktet Scina och familjen Scinidae. Inga underarter finns listade i Catalogue of Life.